# Malocampa parvipunctata
Malocampa parvipunctata är en fjärilsart som beskrevs av William Schaus. Malocampa parvipunctata ingår i släktet Malocampa och familjen tandspinnare. Inga underarter finns listade i Catalogue of Life.